# الحقل (عين العرب)
الحقل  قرية سوريّة تتبع إداريّاً لمحافظة حلب منطقة عين العرب ناحية صرين، بلغ تعداد سكانها 2,054 نسمة حسب التعداد السكاني لعام 2004.